# Stigmoplusia epistilba
Stigmoplusia epistilba är en fjärilsart som beskrevs av Claude Dufay 1972. Stigmoplusia epistilba ingår i släktet Stigmoplusia och familjen nattflyn. Inga underarter finns listade i Catalogue of Life.